# Christoph 48
Christoph 48 ist der Funkrufname eines Rettungshubschraubers der ADAC Luftrettung. Der Hubschrauber vom Typ Eurocopter EC 135 ist an der ADAC Luftrettungsstation Neustrelitz stationiert.

## Geschichte
Das Luftrettungszentrum (LRZ) wurde am 1. Juli 1996 in Dienst genommen. Der erste Betreiber war die Bundeswehr mit einer Maschine vom Typ Bell UH 1D. Bis zum 26. Oktober 2000 stellte das LTG63 die Maschine. Vom 26. Oktober 2000 bis zum 1. Juli 2006 stellte das LTG62 die Maschine. Am 1. Juli 2006 übernahm die ADAC Luftrettung den Betrieb. Als Maschine dient ein Eurocopter EC 135.

## Rettungszentrum
Die Piloten werden von der ADAC Luftrettung gestellt. Die Rettungsassistenten und HEMS sind über den DRK Kreisverband Mecklenburgische Seenplatte e. V. tätig. Die Notärzte kommen vom DRK-Krankenhaus Mecklenburg-Strelitz.